# Rikke Broen
Rikke Broen Magersholt (* 13. Oktober 1972) ist eine dänische Badmintonspielerin.

## Karriere
Rikke Broen gewann im Juniorenbereich mehrere hochrangige Titel, unter anderem auch den Junioren-Europameistertitel 1991. Bei den Erwachsenen siegte sie 1991 bei den Norwegian International, 1996 und 1997 bei den Slovak International, 1997 bei den Strasbourg International und 1998 bei den Hungarian International.

## Sportliche Erfolge
| Saison    | Veranstaltung                                    | Disziplin   | Platz | Name                                                   |
| --------- | ------------------------------------------------ | ----------- | ----- | ------------------------------------------------------ |
| 1985/1986 | Dänemark: Einzelmeisterschaften der Junioren U15 | Damendoppel | 1     | Marianne Rasmussen / Rikke Broen, Hjørring             |
| 1988/1989 | Dänemark: Einzelmeisterschaften der Junioren U17 | Damendoppel | 1     | Camilla Martin, Højbjerg / Rikke Broen, Hjørring       |
| 1990      | Nordische Juniorenmeisterschaften                | Mixed       | 1     | Peter Christensen / Rikke Broen                        |
| 1990      | Nordische Juniorenmeisterschaften                | Damendoppel | 1     | Camilla Martin / Rikke Broen                           |
| 1990/1991 | Dänemark: Einzelmeisterschaften der Junioren U19 | Mixed       | 1     | Peter Christensen, Højbjerg / Rikke Broen, abc Aalborg |
| 1991      | Norwegian International                          | Damendoppel | 1     | Rikke Broen / Marianne Rasmussen                       |
| 1991      | Junioren-Europameisterschaft                     | Mixed       | 1     | Peter Christensen / Rikke Broen                        |
| 1996      | Slovak International                             | Damendoppel | 1     | Rikke Broen / Sara Runesten-Petersen                   |
| 1997      | Strasbourg International                         | Mixed       | 1     | Janek Roos / Rikke Broen                               |
| 1997      | Strasbourg International                         | Damendoppel | 1     | Rikke Broen / Helle Stærmose                           |
| 1997      | Slovak International                             | Mixed       | 1     | Michael Lamp / Rikke Broen                             |
| 1998      | Hungarian International                          | Damendoppel | 1     | Rikke Broen / Sara Runesten                            |